# HD 59067
HD 59067 è una stella gigante brillante gialla di magnitudine 5,87 situata nella costellazione del Cane Maggiore. Dista 1010 anni luce dal sistema solare.

## Osservazione
Si tratta di una stella situata nell'emisfero celeste australe; grazie alla sua posizione non fortemente australe, può essere osservata dalla gran parte delle regioni della Terra, sebbene gli osservatori dell'emisfero sud siano più avvantaggiati. Nei pressi dell'Antartide appare circumpolare, mentre resta sempre invisibile solo in prossimità del circolo polare artico. La sua magnitudine pari a 5,9 la pone al limite della visibilità ad occhio nudo, pertanto per essere osservata senza l'ausilio di strumenti occorre un cielo limpido e possibilmente senza Luna.
Il periodo migliore per la sua osservazione nel cielo serale ricade nei mesi compresi fra dicembre e maggio; da entrambi gli emisferi il periodo di visibilità rimane indicativamente lo stesso, grazie alla posizione della stella non lontana dall'equatore celeste.

## Caratteristiche fisiche
La stella è una gigante brillante gialla; possiede una magnitudine assoluta di -1,58 e la sua velocità radiale positiva indica che la stella si sta allontanando dal sistema solare, tuttavia si tratta di una stella multipla formata da 4 o 5 componenti: la componente principale A è una stella di magnitudine 5,87. La componente B è una ipergigante bianca di magnitudine 8,1, separata da 0,7 secondi d'arco da A e con angolo di posizione di 175 gradi. La componente C è di magnitudine 8,5, separata da 20,0 secondi d'arco da A e con angolo di posizione di 313 gradi. La componente D è di magnitudine 9,5, separata da 23,2 secondi d'arco da A e con angolo di posizione di 157 gradi. La componente E è di magnitudine 12,2, separata da 32,2 secondi d'arco da A e con angolo di posizione di 043 gradi. Oltre alla gigante gialla, almeno altre due componenti del sistema sono stelle di classe B.